# Relaciones México-Namibia
Las naciones de México y Namibia establecieron relaciones diplomáticas en 1990. Ambas naciones son miembros de las Naciones Unidas.

## Historia
Durante la Guerra de la frontera de Sudáfrica, Namibia (en ese entonces conocido como África del Sudoeste) luchaba por su independencia contra Sudáfrica que había ocupado el país en 1915 de Alemania. En 1972, México se unió como miembro al Consejo Especial de las Naciones Unidas para el África del Sudoeste y, como miembro, México abogó para que las tropas sudafricanas se retiraran de Namibia; apoyó la independencia de Namibia de Sudáfrica y reconoció oficialmente a la Organización del pueblo de África del Sudoeste (SWAPO).
De 1980–1981, México fue miembro no permanente en el Consejo de Seguridad de las Naciones Unidas. Mientras estaba en el consejo, México votó a favor de Resolución 475 del Consejo de Seguridad de las Naciones Unidas condenando los continuos ataques a Angola por parte de Sudáfrica a través del África del Sudoeste ocupada. En 1985, durante una reunión de la ONU para Namibia en Viena, México solicitó sanciones completas contra el gobierno sudafricano.
En marzo de 1990, el subsecretario de Relaciones Exteriores de México, Andrés Rozental Gutman, viajó a Windhoek para asistir a la ceremonia de la Declaración de Independencia de Namibia, que fue comunicado por el presidente de Namibia Sam Nujoma. El subsecretario Rozental Gutman transmitió un mensaje al presidente Nujoma por parte del presidente mexicano Carlos Salinas de Gortari, reiterando el deseo de México de establecer relaciones diplomáticas con el nuevo gobierno de Namibia lo antes posible.
El 17 de abril de 1990, México y Namibia establecieron relaciones diplomáticas. En 1993, México abrió una embajada residente en Windhoek bajo el esquema de Misión Diplomática Conjunta con Venezuela. En 2002, México cerró su embajada debido a cuestiones presupuestales.
En diciembre de 2010, el presidente de la Asamblea Nacional de Namibia, Theo-Ben Gurirab y la ministra de Medio Ambiente y Turismo, Netumbo Nandi-Ndaitwah asistieron a la Conferencia de las Naciones Unidas sobre el Cambio Climático de 2010 celebrada en Cancún, México. En diciembre de 2017, la presidenta del Consejo Nacional de Namibia, Margaret Mensah-Williams, realizó una visita oficial a México. Durante su visita, la Sra. Mensah-Williams visitó el Senado de México y habló a la cámara. En su mensaje a la sesión plenaria del Senado, la Sra. Mensah-Williams dijo que Namibia está en contra de la construcción de muros. También invitó a empresas mexicanas a invertir en Namibia en áreas como el turismo y la agricultura.
En 2024, ambas naciones celebraron 34 años de relaciones diplomáticas.

## Visitas de alto nivel
Visitas de alto nivel de México a Namibia
- Subsecretario de Relaciones Exteriores Andrés Rozental Gutman (1990)

Visitas de alto nivel de Namibia a México
- Presidente de la Asamblea Nacional Theo-Ben Gurirab (2010)
- Ministra de Medio Ambiente y Turismo Netumbo Nandi-Ndaitwah (2010)
- Ministro de Medio Ambiente y Turismo Uahekua Herung (2014)
- Presidente del Consejo Nacional Margaret Mensah-Williams (2017)

## Educación
Desde el establecimiento de relaciones diplomáticas entre ambas naciones, la Secretaría de Relaciones Exteriores ofrece becas a estudiantes de Namibia para estudios de especialidades, maestrías, doctorados, estancias postdoctorales e investigación.

## Comercio
En 2023, el comercio entre México y Namibia ascendió a $55 millones de dólares. Las principales exportaciones de México a Namibia incluyen: productos químicos, tubos y tuberías de hierro o acero, tractores, levaduras, pescado, maquinaria, e instrumentos médicos. Las principales exportaciones de Namibia a México incluyen: circuitos electrónicos integrados, partes y accesorios para máquinas, máquinas de procesamiento de datos, diamantes, y pescado.

## Misiones diplomáticas
- México está acreditado para Namibia a través de su embajada en Pretoria, Sudáfrica.[9]
- Namibia está acreditado para México a través de su embajada en Washington D. C., Estados Unidos.[10]